# Eupithecia scortillata
Eupithecia scortillata là một loài bướm đêm trong họ Geometridae.